# Francisco de Reynoso y Baeza
Francisco de Reynoso y Baeza (Autillo de Campos, España, 4 de octubre de 1534 - Córdoba, España, 23 de agosto de 1601) fue un religioso español, camarero mayor y secretario del papa Pío V, abad de Husillos y obispo de Córdoba.

## Primeros años
Nació en Autillo de Campos el 4 de octubre de 1534, siendo bautizado en la iglesia de santa Eufemia de dicha localidad. Fue el cuarto hijo de once que tendrían Jerónimo de Reynoso y Bernal de Valdivieso, VII señor de Autillo de Campos, y de su esposa Juana de Baeza y de las Casas, hija del licenciado Manuel de Baeza, abogado del Consejo Real y estante en la Corte de Valladolid.
Francisco de Reynoso fue muy devoto de la Virgen María y desde niño demostró una especial inclinación hacia la religión y la piedad. Rezaba con mucho fervor a la Virgen y ayudaba en misa. Al ver su padre el esmero que el niño Francisco ponía en estos menesteres decidió hacerlo sacerdote. Estudió latín y en la Universidad de Salamanca Artes y Teología.

## En Roma
Una vez graduado y de vuelta a Autillo de Campos, su padre le propuso viajar a Roma; el progenitor y sus hermanos Pedro y Luis sufragaron los gastos del viaje y estos dos últimos también le acompañaron hasta su destino. Pedro tomó doscientos ducados de los suyos y en 1554 emprendieron los tres hermanos la jornada a Roma. En Ávila se encontraron con un amigo que había conocido en la Universidad de Salamanca, don Francisco de Ávila, futuro arcediano de Toledo, quien habiendo escuchado el feliz suceso y la intención de ir a Roma solicitó ir con ellos.
Llegaron a Roma en el año de 1562, sanos y salvos pero con muy poca hacienda, por lo que Reynoso buscó a quien servir para buscar remediar su situación. Sus hermanos le animaban continuamente en las cartas a no desistir y seguir confiando en Dios, a tener paciencia. Ellos mismos le enviaron una carta de recomendación para Francisco de Vargas, que había sido embajador y se encontraba en Roma en ese momento, y para Luis de Requesens y Zúñiga, comendador mayor de Castilla, que era el embajador.
Recibió noticia que don Francisco de Vargas había hablado con varios cardenales y uno de ellos podría aceptarle en su servicio. Este fue el cardenal Antonio Michele Ghislieri, de la Orden de Santo Domingo, que era en su momento el más pobre y necesitado del colegio cardenalicio. El cardenal Ghislieri le aceptó con buen ánimo. Cuando supo don Luis de Requesens que Reynoso se encontraba sirviendo al cardenal se alegró en extremo y le visitó comentándole como era hijo de un caballero muy principal de España y deudo de los Zúñigas y que tendría por propia toda la merced que le hiciese. 
En enero de 1566, tras la muerte del papa Pío IV fue elegido el cardenal Antonio Michele Ghislieri para la silla papal, sucediendo como Pío V. En este periodo y hasta el año de 1572 cuando fallece Ghislieri, Francisco de Reynoso sirvió como su camarero mayor y secretario.

## Regreso a España
A la muerte del papa Pío V, Francisco de Reynoso regresó a España y residió en la ciudad de Palencia por algunos años, donde era canónigo su hermano Manuel. En 1584 se encontraba en esta ciudad en la cual realizó un donativo de trescientos ducados y unas casas para el Seminario. Apoyó a la Compañía de Jesús cuando se instaló en Palencia, sustentando con sus limosnas a los religiosos del colegio y puso cátedras de Artes y Teología a su costa, amén de ceder una importante cantidad de libros.
Durante el breve episodio de Peste Negra en 1580 sirvió personalmente a los pobres y enfermos de la ciudad llevándoles comida y haciéndoles las camas. Ayudó a la creación del colegio para seminaristas ingleses en Valladolid, reedificó la iglesia de Autillo de Campos y trasladó el convento de monjas de Perales (Palencia) a la ciudad de Valladolid.
Durante su gestión como abad de Husillos vendió las tapicerías, plata, alfombras y otros bienes de su casa para limosnas, de acuerdo a un informe de 1591 que escribió el arcediano de Toledo, Francisco de Ávila, al rey Felipe II. En 1597 fue nombrado obispo de Córdoba habiendo sido propuesto por el mismo Felipe II. En su episcopado terminó la bóveda del coro de la Catedral de Córdoba y se distinguió en austeridad y caridad con pobres, enfermos y cautivos.

## Familia
La familia del obispo Reynoso tuvo varios cargos importantes: su hermano Pedro sucedería como VIII señor de Autillo de Campos, su hermano Manuel fue canónigo de la Catedral de Palencia, su hermano Miguel fue gobernador de la ciudad de L'Aquila en el Reino de Nápoles y su hermano Luis de Reynoso fue capitán de Tercio en Maastricht y capitán de infantería en Flandes con 300 hombres a su cargo y junto con el capitán Lope de Figueroa, fue artífice de la victoria de los tercios en Groningen y Jemmingen contra las tropas de Luis de Nassau en 1567. Fue también capitán de una de las cinco compañías que pertenecían a las banderas de Nápoles en la batalla de Lepanto en el Tercio Costa de Granada.
Amén de lo anterior, en el año 1559 dos de sus hermanas fueron condenadas por el tribunal de la Inquisición en un singular caso: su hermana Catalina de Reynoso y Baeza, monja del convento de Belén en Valladolid, fue acusada de luteranismo. En declaraciones controversiales y con motivos cínicos y despiadados de otras monjas del mismo convento, aseguraron que cantaba versos al dios Baal mientras ellas cantaban en el coro. Adicionalmente a la acusación de luteranismo se menciona que su madre, doña Juana de Baeza, descendía de judíos conversos. Se le condenó a relajación por confitente ficta, se confesó y murió en 1559 a la edad de 21 años en el garrote vil antes de ser quemada. Su hermana, Francisca de Reynoso (también conocida como Francisca de Zúñiga) fue condenada por luteranismo y quemada en auto de fe, privada de voto activo y pasivo para siempre y reclusa en su convento (sambenito y cárcel perpetua).
Lo más probable es que dichas acciones fueran realizadas con el fin de acabar con el foco de luteranismo en Valladolid liderado por los "Alumbrados", grupo protestante al cual pertenecía la familia de Gonzalo Pérez de Cazalla y Vivero, esposo de Inés de Reynoso y Baeza.
| Predecesor: Pedro Portocarrero | Obispo de Córdoba 1597 – 1601 | Sucesor: Pablo de Laguna |